# La pensión
La Pensión es una serie de televisión costarricense de humor y comedia, producida por La Zaranda y transmitida por Teletica desde su primera emisión, el viernes 9 de abril de 1999. Cuenta con el protagonismo de Eugenia Fuscaldo, Alejandra Portillo, Carlos Alvarado y Will Salazar, y con la participación antagónica de Adriana Alvarado. Es una de las series de televisión más longevas, transmitida al público costarricense.

## Sinopsis
La pensión es una casa de huéspedes propiedad de doña Teresa Fernández (Eugenia Fuscaldo), ubicada en un barrio capitalino de clase media. Tiempo atrás, la amplia propiedad fue hasta cierto punto lujosa. Hoy su propietaria lucha con afán por sostenerla y evitar, por falta de recursos, su derrumbe.
Doña Tere y sus inquilinos se constituyen en los personajes principales de la serie. Las acciones dramáticas serán resultado de las situaciones individuales y colectivas vividas por los mismos, quienes comparten sus pasiones, encantos, desencantos, ambiciones, flaquezas, el televisor, la comida, los vicios, la risa, el aplanchador, el baño, los éxitos, los fracasos, y la alegría de saberse vivos.

## Elenco
- Eugenia Fuscaldo Peralta - Teresa Fernández Viuda de Montes de Oca "Doña Tere" (1999-2021)
- Alejandra Portillo Gómez - Azucena Corrales Hernández (2002-2021)
- Carlos Alvarado Velásquez - Isidoro Camacho (2000-2021)
- Wilberth Salazar Rodríguez - Tony Canon (2010-2021)
- Manuel Martín Alvarado - Arturo Camacho (2015-2021)
- Adriana Edith Alvarado Smith - Agatha Fernández (2015-2021)
- Pablo Pretiz Vega - Sebastián Bueno (2017-2021)

### Antiguos Recurrentes Personajes
- Xóchitl Ávalos León - Jessica Chinchilla (2001; 2016)
- Lilliam Blandino Rodríguez - Rosalía (1999; 2001)
- Nerina Carmona Castro - Elvira (2000; 2006)

### Antiguos Personajes
- Álvaro Marenco Marrocchi - Abuelo
- Agustín Acevedo Vargas - Teniente Melvin Chinchilla (1999-2007)
- Ericka Rojas Barrantes (1999) /   Alexa Hernández Perdomo (2000) - Abigaíl [6][7]
- César Meléndez Espinoza - Ricky Mendoza (1999-2003)
- Rebeca Isabel Alemán Solano - Paulina Pérez (2004-2009)
- Gustavo Rojas Antillón - Óscar (2012-2017)
- Rodolfo Araya Martínez - Pedro Castellón Morales (1999-2012)
- Manolo Ruíz García - Paco Barrantes (1999-2012)
- Pablo Rodríguez Herrera - Joaquín (2002;[8] 2003-2012)
- Cecilia García Pérez - Susana Gómez de Restrepo (2002-2006;[9] 2006-2012)
- Marcela Ugalde Casafont - Catalina Restrepo (2001-2015)
- Ana Poltronieri Maffio - Tía Etelgive
- Dahyana Zúñiga Garita - Deborah González (2005-2006)
- Gelet Elizabeth Martínez Fragela - Marisol (2003-2004)
- Eloy Mora Antúnez - Eddy Fernández (1999-2002; 2013-2017)
- Karina Conejo Segundo - Lucía
- Adriana Salazar Noguera - Sofía

### Renuncia de actores
En junio de 2012 los actores de la serie se levantaron en huelga, alegando que los incluyeran a los 9 actores en todos los capítulos. Luego de unos días, las actrices, Alejandra Portillo, Eugenia Fuscaldo y Marcela Ugalde decidieron abandonar a los demás de la huelga y seguir en la serie. Mientras que los actores, Rodolfo Araya, Manolo Ruiz, Cecilia García y Pablo Rodríguez renunciaron al no llegarse a un acuerdo.

### Transmisión en plataformas de streaming de pago
La serie estuvo disponible por la plataforma de streaming Vimeo, contando con sus dos primeras temporadas en esta página. Actualmente ya no se puede acceder a las temporadas por esta plataforma.

### Salida de Teletica y su estancia en Repretel
El 24 de mayo de 2021, Ana Castillo, productora del programa, dio a conocer que el canal costarricense Teletica sacaría de su programación a la serie, después de estar por 22 años en este canal.  Días después de esta noticia, se anunció que a partir del 8 de agosto de 2021, el canal Repretel se encargaría de transmitir los capítulos de esta serie, teniendo una duración de una hora, donde su primer bloque pasarían capítulos de la primera temporada en la sección "Super Clásicos de La Pensión". Lamentablemente este acuerdo concluyó y su última retransmisión fue realizada por el canal el 12 de marzo del 2022 y actualmente la serie no se ha transmitido en ningún canal de televisión abierta costarricense desde entonces.

### Su llegada a Youtube
Se anunció que a partir del día 24 de marzo del 2024 la serie La Pensión iba a ser transmitida por su canal de YouTube, empezando a transmitir su primera temporada y transmitiendo un capítulo por día a las 8:00 p. m. , siendo esta la primera vez que la serie se transmite por una plataforma de streaming gratuita.